# Campeonato Asiático de Taekwondo de 1978
El III Campeonato Asiático de Taekwondo se celebró en Hong Kong (Reino Unido) en 1978 bajo la organización de la Unión Asiática de Taekwondo.
En total se disputaron en este deporte ocho pruebas diferentes, todas ellas en la categoría masculina.

## Resultados

### Masculino
| Evento | Oro                           | Plata                   | Bronce                                           |
| ------ | ----------------------------- | ----------------------- | ------------------------------------------------ |
| –48 kg | Yoon Jung-Cheol Corea del Sur | Wong Primus Malasia     | Seyed Zafarineyad Irán R. Copper Australia       |
| –53 kg | Ha Suk-Kwang Corea del Sur    | Russell Dixon Australia | Lee Yoke Wan Malasia Lap Tam Kwong Hong Kong     |
| –58 kg | Kim Yong-Ki Corea del Sur     | Robert Muir Australia   | Moi Chee Keong Malasia Il-Whan Kim Guam          |
| –63 kg | Kim Jung-Kuk Corea del Sur    | Ninous Toman Irán       | Glenn Parmley Australia Sokam Fan Hong Kong      |
| –68 kg | Oh Il-Nam Corea del Sur       | Wu Shu Chueng Hong Kong | Michael Adey Australia Hasan Zahedi Irán         |
| –74 kg | Yoo Yong-Hap Corea del Sur    | Geoffrey Rees Australia | Abdolkarim Momeneh Irán Liew Kean Theong Malasia |
| –80 kg | Chang Jong-Tai Corea del Sur  | Hamid Heshmati Jah Irán | Quah Siang Kooi Malasia Ron Goddard Australia    |
| +80 kg | Ma Sang-Hyun Corea del Sur    | John Rhodes Australia   | Golam Hasan Saidi Irán Alan France Nueva Zelanda |

## Medallero
| Núm. | País          | Oro | Plata | Bronce | Total |
| ---- | ------------- | --- | ----- | ------ | ----- |
| 1    | Corea del Sur | 8   | 0     | 0      | 8     |
| 2    | Australia     | 0   | 4     | 4      | 8     |
| 3    | Irán          | 0   | 2     | 4      | 6     |
| 4    | Malasia       | 0   | 1     | 4      | 5     |
| 5    | Hong Kong     | 0   | 1     | 2      | 3     |
| 6    | Guam          | 0   | 0     | 1      | 1     |
| 6    | Nueva Zelanda | 0   | 0     | 1      | 1     |
|      | TOTAL         | 8   | 8     | 16     | 32    |